# Aphelinus abdominalis
Aphelinus abdominalis  je vrsta parazitske osice, ki se danes uporablja za biološki nadzor škodljivcev, saj njene ličinke zajedajo nekatere vrste listnih uši, vključno z veliko krompirjevo ušjo (Macrosiphum euphorbiae).